# Twitches
Twitches (Brujillizas en Hispanoamérica y Las gemelas hechizan dos veces en España) es una película original de Disney Channel de 2005 basada en la serie de libros Twitches de H. B. Gilmour y Randi Reisfeld. La película es protagonizada por las hermanas gemelas Tia Mowry y Tamera Mowry. En su noche de estreno, la película alcanzó los cinco millones de televidentes, la mayor cantidad en una película de Disney Channel en esa fecha.
Tiene una secuela, Twitches Too, estrenada en 2007.

## Resumen
Dos hermanas gemelas separadas desde su nacimiento, se vuelven a encontrar, después de 21 años. Estas se encontraron en una tienda, donde descubren que son idénticas, y Camryn (Apola), adivina la verdad: Habían sido separadas y el hecho de que son gemelas. Durante el día, descubren que cada una es muy diferente a la otra, incluso en sociedad. A diferencia de Camryn (Apola), Alex (Artemis) ha sido educada y criada en una casa sin mucho dinero. Vivía en una choza con su madre, que siempre le dijo que ella era adoptada, y estaba en la universidad. Sin embargo, ella murió. Alex aun así aprendió a ser humilde y tiene buenos valores, pues no tuvo siempre lo que quiso. Camryn, tuvo la suerte de ser adoptada por una pareja adinerada, por lo que nunca tuvo carencia de nada. A veces, es un poco malcriada, pero es una buena persona. Para uno de sus cumpleaños pasados, recibió un auto, pero su hermana un pastel. Mientras se encontraban en la casa de Alex, fueron atacadas por la oscuridad, la cual, por alguna razón, las persigue. Confiando en sus poderes, nunca descubiertos hasta ahora, Alex abre un portal hacia la otra dimensión, donde se encuentra su madre, su reino, y sus ayudantes. Resulta ser que éstos (Iliana y Karsh) fueron los que las salvaron de la oscuridad, cuando atacó a su reino, Coventry, hace 21 años, es decir, en su nacimiento. También descubren que esa también fue la fecha de fallecimiento de su padre. Sin embargo, no todo es lindo como esperaba Camryn, ya que les informan que deben enfrentar, y luchar contra la oscuridad, ahora que sabe que están con vida, por lo que Camryn renuncia a pelear. Alex, trata de convencerla de que es la única salvación, para su madre, y su reino. Pero Camryn tiene otros planes: ir a su fiesta de cumpleaños #21. Alex y su amiga Lucinda, tienen invitación, pero decide no ir ya que cree que Camryn está siendo muy egoísta, y tratando, y tratando, logró abrir un portal a Coventry. Mientras tanto, Camryn queda un tanto preocupada y le revela a su madre adoptiva toda la verdad. Al final, juntas se unen para combatir a la oscuridad, la cual resulta ser el mal, u oscuridad personificada: su tío, Thantos. Al final, ellas logran ganar la pelea con las fuerzas del mal desterrándolas de Coventry con el poder del amor, una fuerza mucho más poderosa.

## Reparto
- Tia Mowry como Alexandra 'Alex' Nicole Fielding (nacida Artemis DuBaer).
- Tamera Mowry como Camryn Elizabeth Barnes (nacida Apolla DuBaer).
- Kristen Wilson como Miranda DuBaer.
- Patrick Fabian como Thantos DuBaer.
- David Ingram como Aron DuBaer.
- Jennifer Robertson como Ileana WarBurton.
- Pat Kelly como Karsh WarBurton.
- Jessica Greco como Lucinda Carmelson.
- Jessica Feliz como Nicole Carmelson.
- Arnold Pinnock como David Barnes.
- Karen Holness como Emily Barnes.
- Jackie Rosenbaum como Beth Fish.